# Bogdan Wadimowitsch Mischukow
Bogdan Wadimowitsch Mischukow (russisch Богдан Вадимович Мишуков; * 5. Februar 1997 in Moskowski) ist ein russischer Fußballspieler.

## Karriere
Mischukow begann seine Karriere bei Torpedo Moskau. Zur Saison 2015/16 wechselte er in die Jugend von Ural Jekaterinburg. Zur Saison 2017/18 wechselte er nach Portugal zum Zweitligisten Leixões SC. Bei Leixões spielte er jedoch keine Rolle und stand nicht ein Mal im Spieltagskader. Zur Saison 2018/19 kehrte er wieder nach Russland zurück und schloss sich der drittklassigen zweiten Mannschaft des FK Chimki an. Im November 2018 stand er auch erstmals im Kader der Profis. Für diese debütierte er im März 2019 gegen Rotor Wolgograd in der zweitklassigen Perwenstwo FNL. In der Saison 2018/19 kam er zu vier Zweitligaeinsätzen für die Profis und zu 13 Einsätzen für Chimki-2 in der Perwenstwo PFL.
In der Spielzeit 2019/20 absolvierte Mischukow drei Zweitligapartien und machte 16 Spiele für Chimki-2. Mit den Profis stieg er zu Saisonende in die Premjer-Liga auf.